# ديميس روسوس
ديميس روسوس (باليونانية: Ντέμης Ρούσος)‏ (ولد 15 يونيو 1946 – توفى 25 يناير 2015)، واسمه الحقيقي بالكامل هو أرتيميوس فنتوريوس روسوس، هو مُغني عالمي يوناني الجنسية، وُلد بمدينةِ الإسكندرية في الخامس عشر من يونيو عام 1946 لأبوين الأم إيطالية الأصل والأب يوناني الأصل، واللذان كانا أيضا قد وُلدا بمصر وتربيا بمدينة الأسكندرية.

## عن حياته
خسر والداه جميع ممتلكاتهم إثر أزمة قناة السويس مما اضطرهما إلي مغادرة مصر والعودة إلي اليونان،
وكان ديميس قد بدأ مشواره الفني في اليونان مع مجموعة «ذي أيدولز»، وكان عمره آنذاك سبعة عشر عاما، اشتهر عالميا عندما التحق بمجموعة الروك التقدمي «أفرودايت شايلد»، وبعد تلك المحطة واصل ديميس روسوس ذو الصوت الجوهري مساره الفني بنجاح مع مجموعة «فانجليس» وأخيراً كمغني منفرد، من أشهر أغانيه (Far away)

## روابط خارجية
- ديميس روسوس على موقع IMDb (الإنجليزية)
- ديميس روسوس على موقع ميوزك برينز (الإنجليزية)
- ديميس روسوس على موقع أول ميوزيك (الإنجليزية)
- ديميس روسوس على موقع ديسكوغز (الإنجليزية)
- ديميس روسوس على موقع قاعدة بيانات الفيلم (الإنجليزية)